# Slovenský spisovateľ
Slovenský spisovateľ – słowackie wydawnictwo książkowe. W ciągu 60 lat swojego istnienia wydało ponad 5300 tytułów w nakładzie przekraczającym 47 mln. Koncentruje się na publikowaniu beletrystyki, zarówno oryginalnej, jak i przełożonej.